# Lången (Långseruds socken, Värmland)
Lången är en sjö i Säffle kommun i Värmland och ingår i Göta älvs huvudavrinningsområde. Sjön har en area på 0,627 kvadratkilometer och ligger 75 meter över havet. Sjön avvattnas av vattendraget Lillälven (Börkusälven).

## Delavrinningsområde
Lången ingår i det delavrinningsområde (657613-132095) som SMHI kallar för Utloppet av Lången. Medelhöjden är 112 meter över havet och ytan är 11,89 kvadratkilometer. Räknas de 28 avrinningsområdena uppströms in blir den ackumulerade arean 342,07 kvadratkilometer. Lillälven (Börkusälven) som avvattnar avrinningsområdet har biflödesordning 3, vilket innebär att vattnet flödar genom totalt 3 vattendrag innan det når havet efter 237 kilometer. Avrinningsområdet består mestadels av skog (64 procent), öppen mark (13 procent) och jordbruk (16 procent). Avrinningsområdet har 0,59 kvadratkilometer vattenytor vilket ger det en sjöprocent på 5 procent.